# Scopula harteni
Scopula harteni is een vlinder uit de familie spanners (Geometridae). De wetenschappelijke naam van deze soort is voor het eerst geldig gepubliceerd in 2009 door Hausmann.
De soort komt voor in tropisch Afrika.